# Jabo
Le jabo est une langue kru, faisant partie du continuum linguistique grebo, parlée par les Jabo au Liberia.